# Berta Daniel
Berta Daniel, geborene Berta Dick (* 20. November 1896 in Ulm; † 7. April 1981 in Berlin), war eine deutsche Fotografin und Funktionärin der Kommunistischen Partei Deutschlands (KPD). In den 1920er und 1930er Jahren war sie in mehreren europäischen Ländern für den illegalen Nachrichtendienst der KPD und den Nachrichtendienst der Kommunistischen Internationale (Komintern) tätig. 1937 wurde sie im sowjetischen Exil Opfer Stalinistischer Säuberungen und zu achtzehn Jahren Lagerhaft verurteilt. 1957 wurde sie rehabilitiert und durfte in die Deutsche Demokratische Republik (DDR) ausreisen.

## Leben
Daniel, Tochter von Robert Dick, einem sozialdemokratischen Stadtrat in Ulm und Schneidermeister, erlernte nach der Mittelschule bei ihrem Bruder den Beruf der Fotografin. 1914 trat sie in die Arbeiterjugend, 1916 in die Spartakusgruppe, 1919 in die Freie Sozialistische Jugend (FSJ) und 1923 in die Kommunistische Partei Deutschlands (KPD) ein. 1919 heiratete sie den Architekten und Kommunisten Richard Daniel.
Daniel gehörte seit 1920 dem Antimilitärischen Apparat (AM-Apparat), dem bis 1937 bestehenden, illegalen Nachrichtendienst der KPD, an. Außerdem war sie bis 1924 verantwortlich für die Finanzen der KPD in Stuttgart und München. 
Im Februar 1924 wurde Daniel in Ulm festgenommen, jedoch nach einer Bürgschaft ihres Vaters wieder freigelassen. Sie ging in den Untergrund und lebte zwei Jahre illegal in Berlin und anderen Städten. Von 1924 bis 1930 arbeitete sie im illegalen Apparat des Mitteleuropäischen Büros der Internationalen Roten Hilfe (IRH) mit Jelena Stassowa und Eugen Schönhaar zusammen. Im Dezember 1931 übersiedelte das Ehepaar Daniel mit der Tochter Lore in die Sowjetunion. 
Bis 1935 war Daniel Archivarin in Moskau und verdeckt Leiterin der Chiffrierabteilung des Nachrichtendienstes der Kommunistischen Internationale OMS, von dem sie in mehreren Ländern eingesetzt wurde. 1935/36 war sie in Österreich für ein Jahr inhaftiert.
Nach Verbüßung der Strafe konnte Daniel im Dezember 1936 in die Sowjetunion ausreisen, wo sie 1937 Opfer Stalinistischer Säuberungen wurde. Im März 1937 wurde sie im Zuge der sogenannten „Deutschen Operation“ des NKWD in Moskau verhaftet und am 19. November 1937 zu acht Jahren Arbeitslager verurteilt. 1942 wurde sie in Nowosibirsk zu weiteren zehn Jahren verurteilt. 1952 wurde sie entlassen und bei Kasan zwangsangesiedelt. Ihr ebenfalls verurteilter Ehemann überlebte die Lagerhaft nicht. 
Am 26. März 1957 wurde Daniel durch das Militärkollegium des Obersten Gerichts der UdSSR (MKOG) vollständig rehabilitiert. Am 29. Juni 1957 reiste sie mit ihrer Tochter in die DDR aus und wurde Mitglied der Sozialistischen Einheitspartei Deutschlands (SED).

## Ehrungen
- 1969 Vaterländischer Verdienstorden in Bronze (DDR)